# Пясъчник (язовир)
Вижте пояснителната страница за други значения на Пясъчник.
Пясъчник е язовир в България, разположен е в северозападната част на Горнотракийската низина, по горното течение на едноименната река. Намира се на северозапад от село Любен в земите на село Беловица, Пловдивска област. Площта му е 9,1 км², а обема му е 206,53 млн. м³.

## Рибно богатство
В язовира е поставен световният рекорд за улов на бял амур през 2009 година – 39,75 кг.